# 主客体化学
主客体化学，在超分子化学中指的是由两个或多个分子或离子组成的包合物，它们通过除了完全共价键之外的其他力量而保持独特的结构关系。主客体化学包含了分子识别和通过非共价键相互作用的概念。非共价键对维持大分子（如蛋白质）的三维结构至关重要，也参与许多生物过程中大分子之间的特异但短暂的结合。

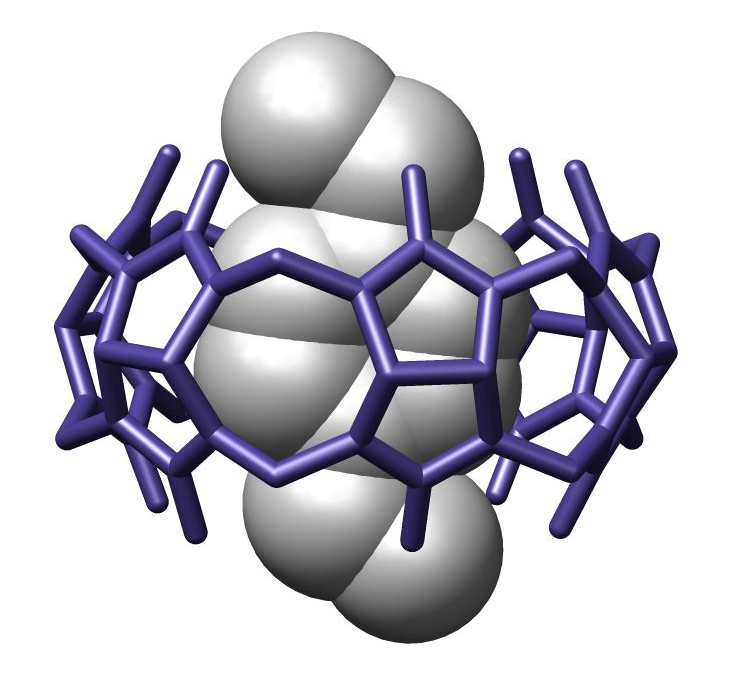
对二甲苯二铵与葫芦脲结合的主客体复合物的晶体结构

虽然非共价相互作用大致可以分为更多静电或色散贡献较多的相互作用，但有几种常提及的非共价相互作用类型：离子键、氢键、范德华力和疏水相互作用。

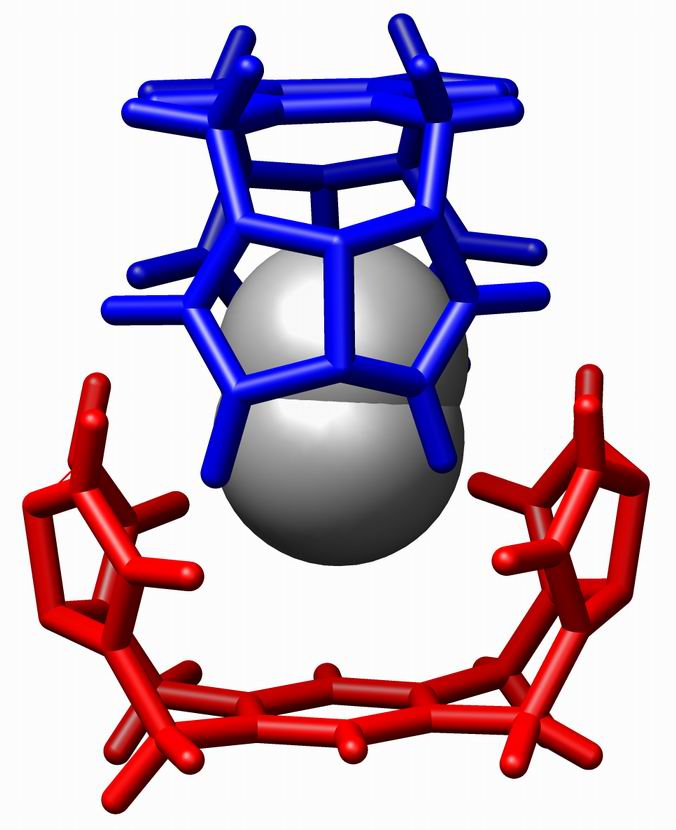
客体N_{2}被束缚在主体氢键胶囊内

主客互动自从被发现以来就引起了极大的关注。这是一个重要的领域，因为许多生物过程需要主客体相互作用，并且它在某些材料设计中很有用。典型的主体分子有环糊精、冠醚等。
主客体相互作用自從被發現以來，就引起了人們的極大關注。這是一個重要的領域，因為許多生物過程需要主客體相互作用，並且它在某些材料設計中很有用。典型的主體分子有環糊精、冠醚等。

## 概述
尽管范德瓦耳斯早在 1873 年就提出了分子间相互作用，但费舍尔在 1894年为超分子化学奠定了哲学基础。他指出，酶与蛋白质之间的相互作用表现为“锁-钥 ”方式。这种相互作用是主客体化学的基础。随着对非共价相互作用的深入理解，例如DNA结构的明确阐明，化学家们开始强调非共价相互作用的重要性。1967年，查尔斯·佩德森发现了冠醚，一种能够螯合某些金属离子的环状结构。随后，1969年，让-马里·莱恩发现了一类与冠醚相似的分子，称为穴醚。之后，唐纳德·克拉姆在能与某些化学物质发生选择性相互作用的独立分子基础上，合成了许多冠醚的变体。这三位科学家因 “开发和使用具有高选择性结构特异性相互作用的分子 ”而获得1987年诺贝尔化学奖。2016年，伯纳德·费林加、弗雷泽·斯托达特和让-皮埃尔·索瓦日因 “设计和合成分子机器 ”而获得诺贝尔化学奖。
超分子化学是指包含离散数量化学成分的化学体系。这些体系的作用力从分子间作用力到共价结合不等。上述研究人员开创并拓展了超分子化学领域最重要的概念之一——主客体相互作用。主客体相互作用有两个重要组成部分，一个是“主体分子”，通常具有“孔状 ”结构，能够捕获一些其他分子。另一个是“客体分子”，通常比主体分子小，能够与主体分子结合。在不同的情况下，相互作用的驱动力可能有所不同，如疏水效应、螯合效应、范德华力等。因此，主客体相互作用可用于自愈合材料、刺激响应材料、室温磷光（room-temperature phosphorescence，RTP）、改善机械性能等。
主客体化学是超分子化学的一个分支，其中主体分子与所谓的客体分子或离子结合。复合物的两个成分通过非共价作用力（最常见的是氢键作用）相互作用。宿主和客体之间的结合可能具有高度选择性，在这种情况下，这种相互作用被称为分子识别。通常，未结合状态和结合状态之间存在动态平衡：
{\displaystyle H+G\rightleftharpoons \ HG}
H="主体", G="客体", HG="主客体复合物"
“宿主”成分通常是较大的分子，它包围着较小的“客体”分子。在生物系统中，宿主和客体的类似术语通常分别称为酶和底物。 
主体通常是较大的分子，它包围着较小的“客体”分子。在生物系统中，通常将 “主体”和“客体 ”分别称为酶和底物。

## 大环主体的主要类型

### 冠醚

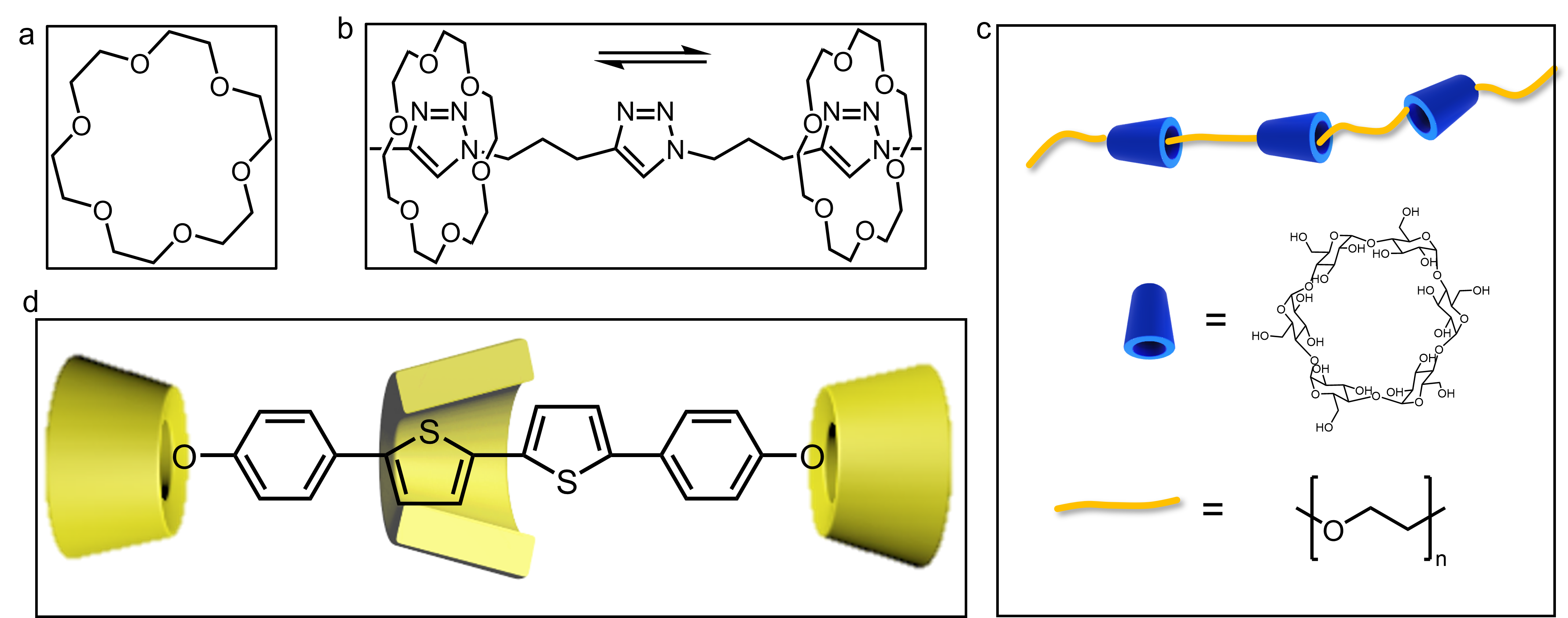
a）18-冠-6的结构。b）冠醚与1,2,3-三唑（轮烷）的螺纹连接。 c) a-CD 和聚乙二醇（PEG）的包合。d) b-环糊精和噻吩基分子的穿线。重绘自

冠醚是由多个乙二醇单元组成的环状结构。由于其孔隙半径与碱金属离子的半径相似，冠醚以其结合金属离子的能力而闻名。例如，12-冠-4、15-冠-5、18-冠-6、21-冠-7 和 24-冠-8 分别与钾、钠、铵和钙离子发生作用。在上述冠醚中，所有离子与 18-冠-6 的结合亲和力最强，因为 18-冠-6 的大小与离子的大小最为接近。除离子物种外，冠醚还能与中性分子结合，如1,2,3-三唑。冠醚还可以与长线性分子或聚合物穿在一起，从而形成称为轮烷的超分子结构。由于冠醚不与链结合，因此它们可以在穿线分子中上下移动。

### 环糊精
环糊精（Cyclodextrin，CD）由多个葡萄糖单元组成，并通过醚键连接。CD有三种：α-CD（6 个单位）、β-CD（7 个单位）和 γ-CD（8 个单位）。这些结构的高度都在8 Å左右，而它们的空腔大小却各不相同，分别在5、6和8 Å左右。通过比较客体分子和CD的大小，可以预测它们的结合行为。例如，如果客体分子大于 CD，则可以认为不会发生结合。通常情况下，α-CD可以穿在一条PEG链上，而γ-CD可以穿在两条PEG链上。β-CD可与噻吩类分子结合。

### 穴蕃

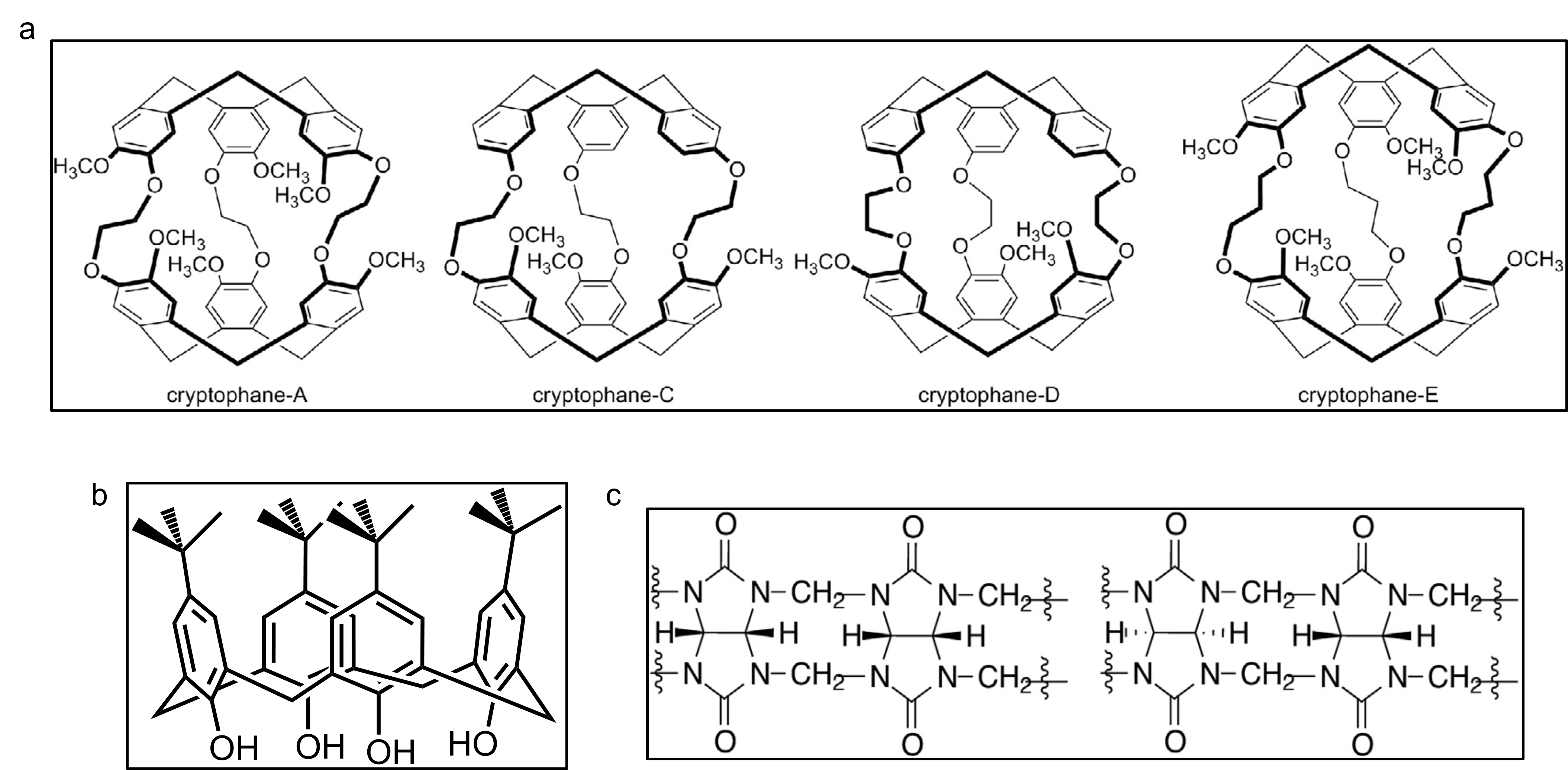
a) 穴蕃的结构。b) 间苯二酚芳烃和焦性没食子油芳烃的结构。c) 葫芦脲的结构。重绘自

穴蕃的结构包含6个苯基环，主要以4种方式连接。由于含有苯基和脂肪族链，穴蕃内部的笼子具有很强的疏水性，能够捕捉非极性分子。在此基础上，穴蕃可用于捕获水溶液中的氙，有助于生物研究。

### 间苯二酚芳烃和焦性没食子油芳烃
间苯二酚和焦性没食子芳烃由于含有苯酚基团，分子之间会形成一些氢键。有时，主客体的结合比例可达2:1。

### 其他受体（葫芦脲，CB）
葫芦[n]脲的大小与 γ-CD 相似，其行为也类似（例如，1 个葫芦[n]脲可以穿在 2 个 PEG 链上）。

### 有机框架材料
金属有机框架材料（MOF）和共价有机框架材料（COF）由于它们具有孔结构，在主客体化学上也有研究。

## 主客体相互作用的热力学原理
主客体相互作用的热力学可通过核磁共振、紫外/可见光谱和等温滴定量热法进行评估。结合常数值的定量分析可提供有用的热力学信息。
关联常数{\displaystyle K_{a}^{\ominus }}可以通过表达式来定义
{\displaystyle K_{a}^{\ominus }={\frac {\{HG\}}{\{H\}\{G\}}}={\frac {[HG]}{[H][G]}}\times \Gamma }
其中{\displaystyle \{HG\}}是复合物在平衡状态下的热力学活性度。{\displaystyle \{H\}}代表主体的活性，{\displaystyle \{G\}}代表客体的活性。量{\displaystyle [HG]}、{\displaystyle [H]}和{\displaystyle [G]}是相应的浓度，而{\displaystyle \Gamma }是活性系数的商。

在实践中，平衡常数通常以浓度来定义。
{\displaystyle K_{a}={\frac {[HG]}{[H][G]}}}
当使用此定义时，暗示活度系数的商的数值为 1。由此可见，平衡常数{\displaystyle K_{A}}其量纲为 1/浓度，但这不可能成立，因为标准吉布斯自由能变化{\displaystyle \Delta G^{\ominus }}与K的对数成正比。
在使用这一定义时，意味着活度系数的商的数值为1。由此看来，平衡常数、的量纲为1/浓度，但事实并非如此，因为标准吉布斯自由能变化{\displaystyle \Delta G^{\ominus }}与{\displaystyle K}的对数成正比。
{\displaystyle \Delta G^{\ominus }=-RT\ln {K}}
当维度{\displaystyle \Gamma }定义为浓度商维数的倒数。这意味着{\displaystyle \Gamma }在所有相关实验条件下被视为具有恒定值。尽管如此，通常的做法是将一个量纲（例如每升毫摩尔或每升微摩尔）附加到通过实验确定的K值上。
当{\displaystyle \Gamma }的量纲定义为浓度商量纲的倒数时，这个明显的悖论就迎刃而解了。这意味着{\displaystyle \Gamma }被视为在所有相关实验条件下的恒定值。不过，通常的做法是在实验确定的{\displaystyle K}值上附加一个量纲，例如毫摩尔/升或微摩尔/升。
{\displaystyle K_{a}}值较大表明宿主和客体分子强烈相互作用，形成主客体复合物。

## 结合常数值和动力学常数的确定

### 简单的主客体复合作用
当主客体分子结合形成单一复合物时，平衡为
{\displaystyle H+G\leftrightharpoons HG}
平衡常数{\displaystyle K}定义为
{\displaystyle K={\frac {[HG]}{[H][G]}}}
其中，{\displaystyle [X]}表示化学物质X的浓度（所有活度系数的数值都假定为 1）。任何数据点的质量平衡方程中：
{\displaystyle T_{H}=[H]+K[H][G]}
{\displaystyle T_{G}=[G]+K[H][G]}
在哪里{\displaystyle T_{G}}和{\displaystyle T_{H}}表示主客体的总浓度，可以简化为一个二次方程，比如 [G]，因此可以对任何给定的 K 值进行解析求解。然后可以得出浓度 [H] 和 [HG]。
其中{\displaystyle T_{G}}和{\displaystyle T_{H}}表示主客体的总浓度，可简化为二次方程，例如已知{\displaystyle [G]}，可以对任何给定{\displaystyle K}解析求解，求得浓度{\displaystyle [H]}和{\displaystyle [HG]}
{\displaystyle [H]=T_{H}-T_{G}+[G]}
{\displaystyle [HG]=K[H][G]}
下一步是计算值{\displaystyle X_{i}^{calc}}，对应观察值{\displaystyle X_{i}^{obs}}，离差平方和{\displaystyle U}定义为
{\displaystyle U=\sum _{i=1,np}(X_{i}^{obs}-X_{i}^{calc})^{2}}
可根据稳定常数 K 值和某个参数（如 化学位移（nmr 数据）或其摩尔吸光度（uv/vis 数据））将其最小化。可以在EXCEL等电子表格应用程序中使用内置的SOLVER实用程序进行最小化。
此过程适用于 1:1 加合物。

#### 核磁共振（NMR）数据
在核磁共振（NMR）谱中，观察到的化学位移值δ来自试剂分子中的一个给定原子和该试剂的一个或多个复合物，是这些化学物种所有位移的浓度加权平均值。假定化学交换在核磁共振时间尺度上是快速的。
{\displaystyle {\bar {\delta }}=\sum x_{i}\delta _{i}}
{\displaystyle \delta _{i}}是第 i个化学物质的化学位移，其中包含原子核和{\displaystyle x_{i}}是浓度/摩尔分数（{\displaystyle x_{i}={\frac {c_{i}}{\sum _{j}c_{j}}}}，c是该物质的浓度，单位/mol dm−3 ）。该表达式具有与比尔定律相同的數學形式。可以用類似於在多個波長下測量吸光度的方法來獲得多個原子核的化學位移值。在此情況下可能使用的典型同位素是1H、 13C 和31P。测量1H 化学位移值时通常使用氘代溶剂。

#### 吸光度数据

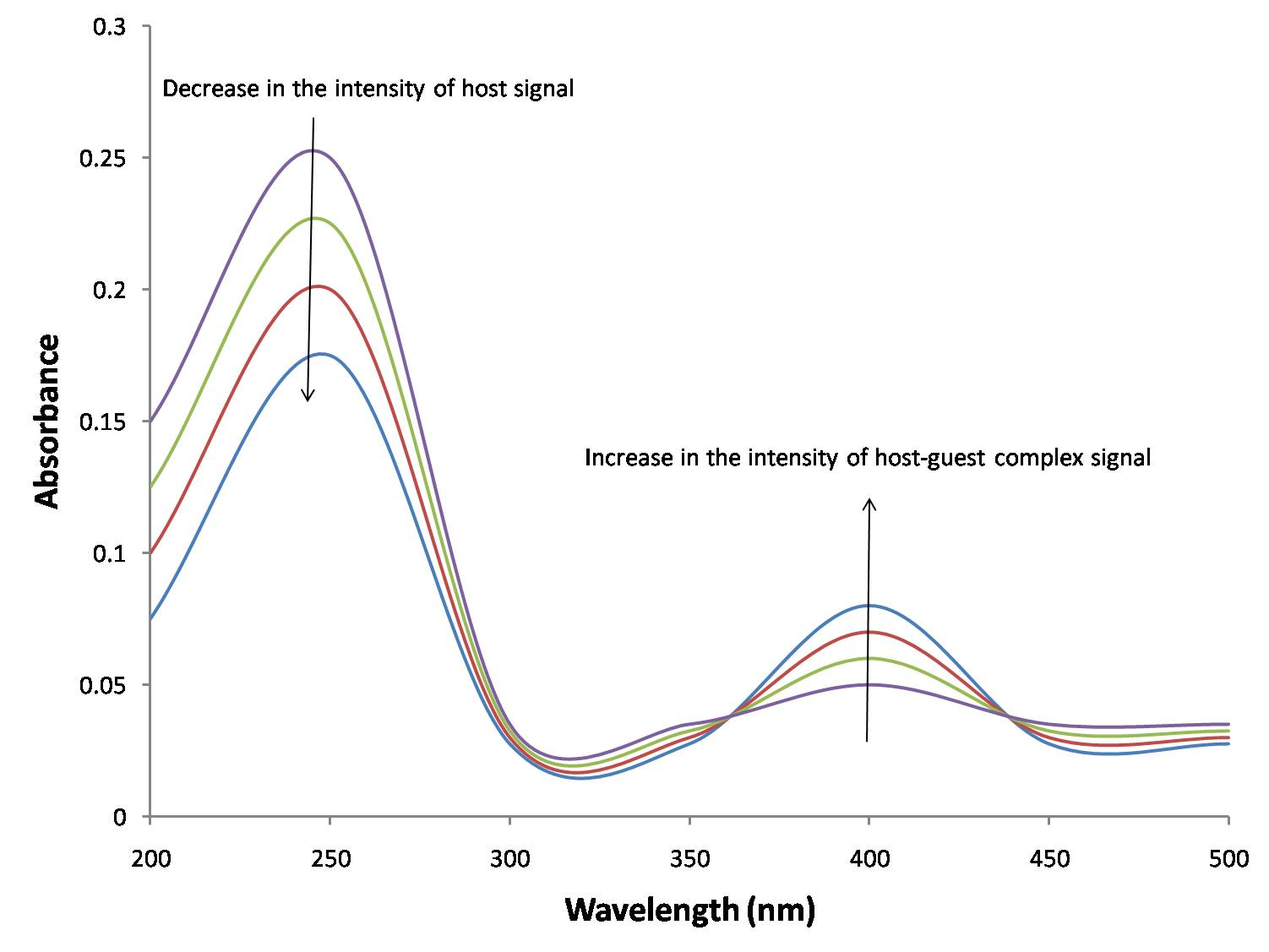
主客体体系的典型紫外-可见光谱

根据比尔-朗伯定律，假设每种物质的吸光度与该物质的浓度成正比。
{\displaystyle A_{\lambda }=\ell \sum _{i=1}^{N}\varepsilon _{i,\lambda }c_{i}}
其中，λ是波长、{\displaystyle \ell }是装有N种化合物（发色团）溶液的比色皿的光路长度、{\displaystyle \varepsilon _{i,\lambda }}是第 i 种化学物质在波长λ处的摩尔吸光度（也称为消光系数），{\displaystyle c_{i}}是其浓度。当按上述方法计算出浓度，并测量了含有不同浓度主成分和客成分的样品的吸光度时，比尔-朗伯定律就提供了一组方程，在给定波长下，可以通过线性最小二乘法求解该波长下的未知消光系数值。

#### 荧光数据
这类数据的处理方法与吸光度数据的处理方法类似。事实上，荧光强度与物种浓度之间的关系式也非常相似。
{\displaystyle I_{\lambda }=\sum _{i=1}^{N}\varphi _{i,\lambda }c_{i}}
其中{\displaystyle \varphi _{i,\lambda }}为单位浓度下第i个物质的荧光强度。

### 量热法
将等分的主溶液添加到含有客体的溶液中时产生的热量是每个反应的贡献之和
{\displaystyle Q_{j}=\sum _{i=1}^{N}\Delta H_{i}^{\ominus }\times \delta n_{i,j}}
其中{\displaystyle Q_{j}}是j处的实测热变化值（已对所有外来热量贡献进行校正），{\displaystyle \Delta H_{i}^{\ominus }}是形成1摩尔第i种反应产物时吸收或释放的热量，而{\displaystyle \delta n_{i,j}}是该数据点上该生成物摩尔数的实际变化。{\displaystyle \delta n}是通过给定平衡常数值求解质量平衡方程计算得出的。如果平衡常数值已知，则可通过线性最小二乘法计算标准焓变，否则必须使用非线性数据拟合方法。
等温滴定量热法（Isothermal titration calorimetry，ITC）通常用于确定平衡常数和相应的标准反应焓值。ITC仪器的制造商提供一些软件，可以从实验数据值中获得这些量。

### 普通络合反应
对于涉及主H、客G的每个均衡
{\displaystyle pH+qG\leftrightharpoons H_{p}G_{q}}
平衡常数 {\displaystyle \beta _{pq}}定义为
{\displaystyle \beta _{pq}={\frac {[H_{p}G_{q}]}{[H]^{p}[G]^{q}}}}
自由浓度值、{\displaystyle [H]}和{\displaystyle [G]}是通过求解质量平衡方程和已知或估计的稳定常数值得到的。
{\displaystyle T_{H}=[H]+\sum p\beta _{pq}[H]^{p}[G]^{q}}
{\displaystyle T_{G}=[G]+\sum q\beta _{pq}[H]^{p}[G]^{q}}
那么，每个复合物种的浓度也可以计算为{\displaystyle [H_{p}G_{q}]=\beta _{pq}[H]^{p}[G]^{q}}。物种浓度与测量量之间的关系是测量技术所特有的。利用这一关系，可以通过非线性最小二乘求解过程来完善参数集、稳定常数值和摩尔吸收率或特定化学位移等属性值。有关该理论的更详细阐述，请参阅 “平衡常数的确定”。

### 动力学参数
结合过程可逆，表明结合常数（{\displaystyle k_{a}}）并不比解离常数（{\displaystyle k_{d}}）大很多。结合反应速率、{\displaystyle k_{a}}、{\displaystyle k_{d}}、浓度和时间，可以计算出游离客体分子与时间的关系。通过计算紫外光谱或核磁共振的积分，可以得到浓度随时间的变化曲线。

## 协同作用
在协同作用中，初始配体结合会影响宿主对后续配体的亲和力。在正协同作用中，第一个结合事件增强了宿主对另一个配体的亲和力。正协同作用的例子是血红蛋白，负协同作用的例子是天冬氨酸受体。 
在协同作用中，最初的配体结合会影响宿主对后续配体的亲和力。在正协同作用中，首次配体结合会增强宿主对另一种配体的亲和力。正协同性和负协同性的例子分别是血红蛋白和天冬氨酸受体。

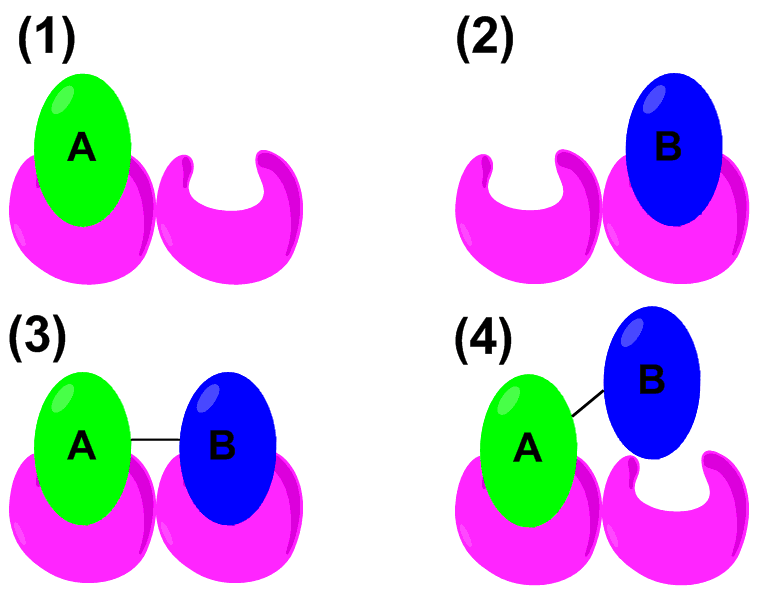
一般的主客绑定。（1）客体A结合。（2）客体B结合。（3）正协同性客体A–B结合。 （4）负协同结合。

研究协同作用的热力学特性，以确定区分正合作性和负合作性的数学参数。传统的吉布斯自由能方程指出{\displaystyle \Delta G=\Delta H-T\Delta S\ }，然而，要量化主客系统中的协同性，需要考虑结合能。右图显示了 A 的结合、B 的结合、A-B 的正合作结合以及 A-B 的负合作结合。因此，吉布斯自由能方程的另一种形式是
{\displaystyle \Delta G_{S}^{\circ }=\Delta G_{A}^{\circ }+\Delta G_{B}^{\circ }-\Delta G_{AB}^{\circ }}
{\displaystyle \Delta H_{S}^{\circ }=\Delta H_{A}^{\circ }+\Delta H_{B}^{\circ }-\Delta H_{AB}^{\circ }}
{\displaystyle \ T\Delta G_{S}^{\circ }=T\Delta H_{A}^{\circ }+T\Delta H_{B}^{\circ }-T\Delta S_{AB}^{\circ }}
其中：
{\displaystyle \Delta G_{A}^{\circ }} = 结合自由能A
{\displaystyle \Delta G_{B}^{\circ }} = 结合自由能B
{\displaystyle \Delta G_{S}^{\circ }} = A和B结合的自由能
{\displaystyle \Delta G_{AB}^{\circ }} = 结合自由能的总和
如果{\displaystyle \Delta G_{S}^{\circ }}大于{\displaystyle \Delta G_{A}^{\circ }}，则是正协同。如果{\displaystyle \Delta G_{S}^{\circ }}较小，则为负协同。主客体化学不仅限于受体-配体相互作用。离子配对体系也证明了这一点。我们利用合成的有机金属宿主和有机客体分子，在水介质中对这种相互作用进行了研究。例如，含铜的多阳离子受体（宿主）与四羧酸盐、三羧酸盐、天冬氨酸盐和醋酸盐等分子（客体）配位。这项研究表明，决定了系统的结合能的是熵而不是焓，从而导致负协同性。熵的巨大变化源于配体和受体周围溶剂分子的位移。当多个醋酸盐与受体结合时，它比四羧酸盐释放出更多的水分子到环境中。这导致了自由能的降低，暗示系统正在进行负协同。在一项类似的研究中，利用胍基和二价铜以及聚羧酸客体，证明正合作在很大程度上由焓决定。除了热力学研究，主客体化学还具有生物学应用价值。

## 应用

### 自修复

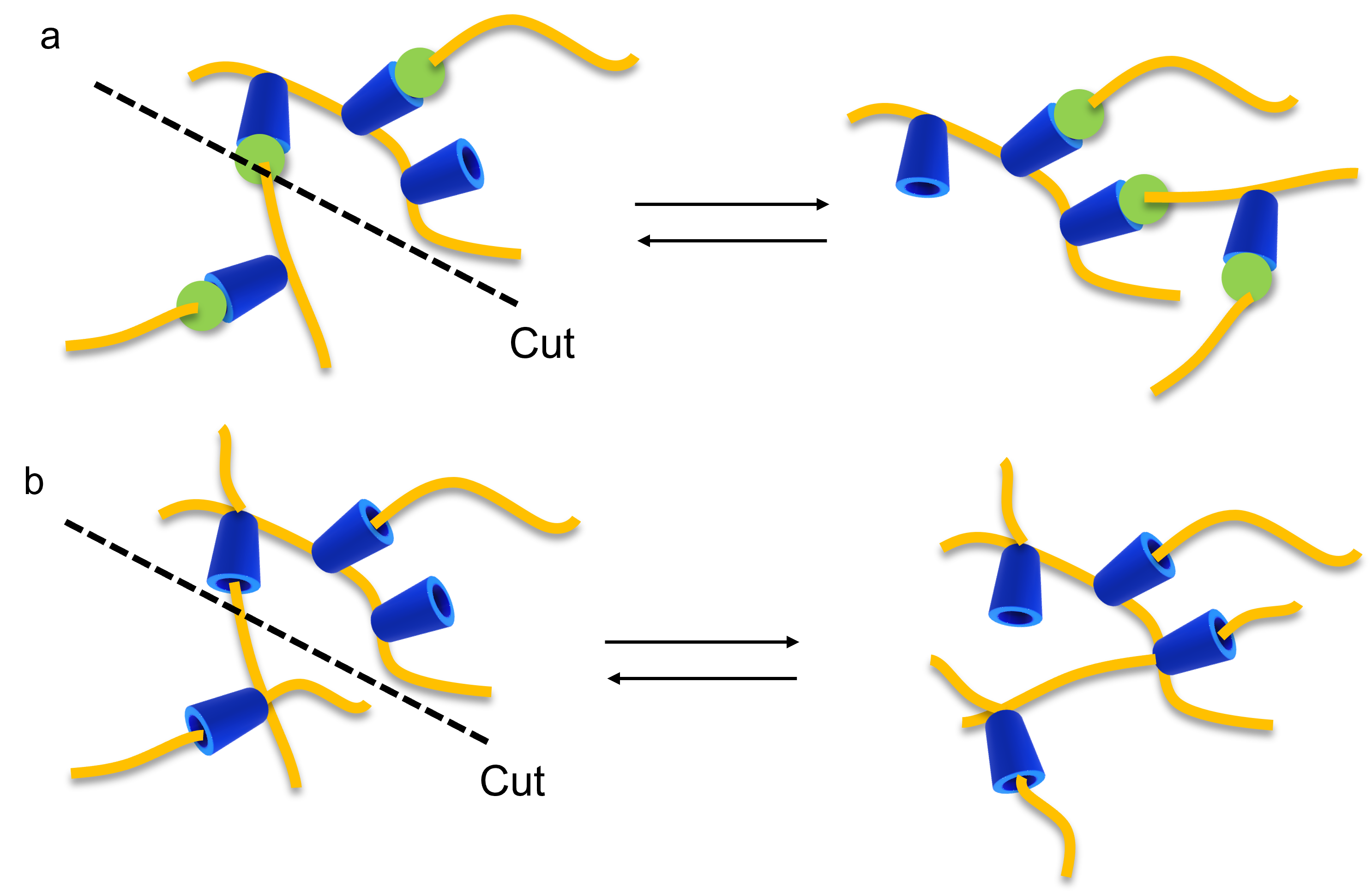
主客体相互作用的自修复机制，即a）利用主客体小客体分子；b）主客体聚合物。重绘自

由于非共价的主客体相互作用，聚合物骨架可以有足够的柔性进行扩散。如果材料中存在裂缝，在压缩裂缝周围的两种材料后，由于主-客分子结构的快速交换，裂缝会再次重合，从而显示出良好的自愈合特性。Harada 等人报道了一种由乙烯基修饰的环糊精和金刚烷构建的自愈合水凝胶。另一种策略是利用聚合物骨架与宿主分子之间的相互作用（宿主分子穿到聚合物上）。如果穿线过程足够快，也可以实现自愈合。

### 室温磷光
一般来说，要实现纯有机磷光并不容易，部分原因是三重态不稳定（容易被水分、氧气等淬灭）。主客体结构可以提供一个刚性基体，保护三重态不被淬灭。在这种情况下，可以使用α-CD和CB，其中荧光粉作为客体与主体相互作用。例如，4-苯基吡啶衍生物与 CB相互作用，并与丙烯酰胺共聚。由此产生的聚合物的磷光寿命约为2秒。此外，Zhu等人还使用冠醚和钾离子对聚合物进行改性，并增强了磷光的发射。

### 刺激响应材料
有些客体分子是带电化合物，可能会被某些化学物质氧化或还原。这类客体分子可产生氧化还原反应。有些主分子（如 α-CD）或客分子（如四铵离子）对pH值敏感，不同的pH值会产生不同的类型，从而极大地影响结合行为，使材料具有pH值响应特性。一些客体分子在不同光线下会改变其构型，从而使材料具有光响应特性。Cai 等人采用卤素键制备了一种主客体体系，材料具有热响应和机械响应特性，并能长时间持续发光。

### 加密
Wang 等人构建了一个由柱[5]炔、螺吡喃和戊腈（游离态和接枝到聚合物上）构成的加密体系。当可见光照射到该材料上时，靠近不含支柱[5]炔的戊腈复合物的美拉德腈转化为螺吡喃的速度更快；相反，靠近支柱[5]炔接枝的戊腈复合物的美拉德腈转化速度要慢得多。这种螺吡喃-络氨酸的转化可用于信息加密。另一种策略是基于金属硫化物和多环芳烃。由于络合物和络合物之间的荧光发射差异，可以对信息进行加密。

### 机械性能
虽然有些主客体之间的相互作用并不强烈，但增加主客体之间的相互作用量可以改善材料的机械性能。例如，将宿主分子穿在聚合物上是提高聚合物机械性能的常用策略之一。宿主分子从聚合物上脱线需要一定的时间，这也是一种能量消耗方式。另一种方法是使用慢交换主客体相互作用。虽然缓慢交换可提高机械性能，但同时也会牺牲自愈性能。

### 传感
传统化学传感是通过一个系统将指示剂与受体共价结合。一旦分析物结合，指示剂就会变色或发出荧光。这种技术被称为指示剂-连接体-受体方法（indicator-spacer-receptor approach，ISR）。与ISR不同，指示剂置换检测法（indicator-displacement assay，IDA）利用的是受体（宿主）、指示剂和分析物（客体）之间的非共价相互作用。与ISR相似，IDA也使用比色（C-IDA）和荧光（F-IDA）指示剂。在IDA检测中，受体与指示剂一起孵育。当分析物加入混合物中时，指示剂会释放到环境中。一旦指示剂释放出来，它就会变色（C-IDA）或发出荧光（F-IDA）。

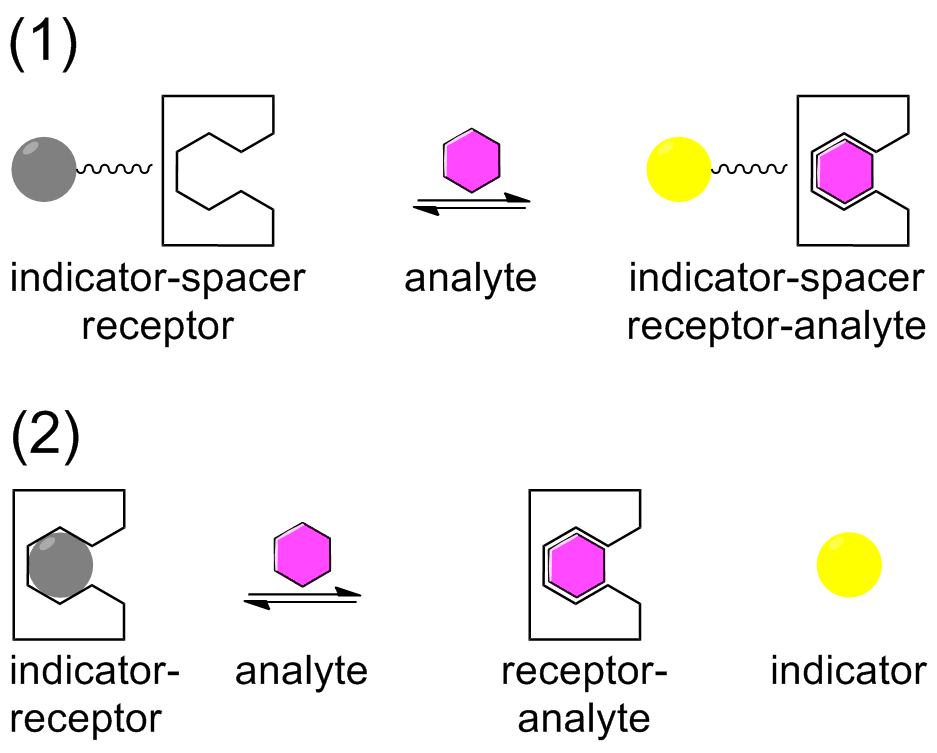
化学传感器的类型。（1.）指示剂-间隔物-受体（ISR）（2.）指示剂-置换试验（IDA）

与传统的ISR化学传感方法相比，IDA具有多项优势。首先，它不需要指示剂与受体共价结合。其次，由于不存在共价键，同一受体可使用不同的指示剂。最后，该检测方法可用于多种介质。

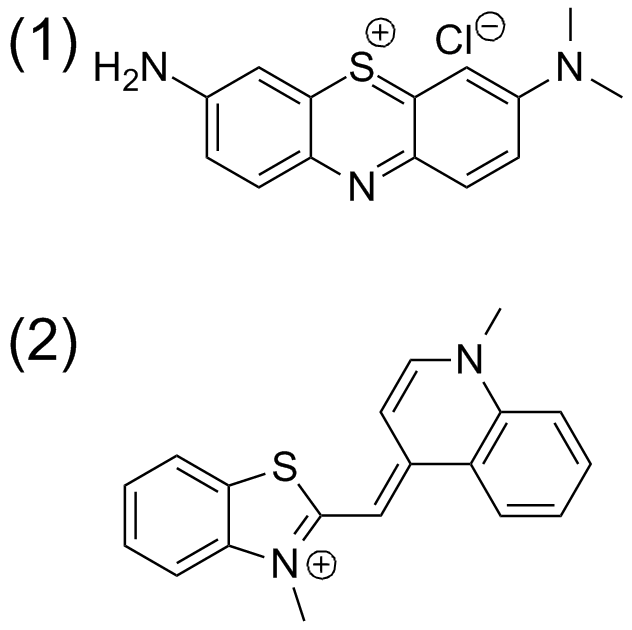
指示剂-置换测定指标。（1）天青A（2）噻唑橙

C-IDA 等化学传感技术具有生物学意义。例如，鱼精蛋白是心肺手术后常规使用的一种凝血剂，可对抗希拉平的抗凝血活性。为了量化血浆样本中的浓度，使用了比色置换测定法。天青A染料未结合时呈蓝色，但与海拉平结合后呈紫色。天青A与肝素之间的结合是弱可逆的。一旦染料被释放出来，就会呈现紫色。染料被置换的程度与血浆中的鱼精蛋白含量成正比。
Kwalczykowski 及其合作者使用F-IDA来监测大肠杆菌中解旋酶的活动。在这项研究中，他们使用噻唑橙作为指示剂。解旋酶解开 dsDNA，生成ssDNA。噻唑橙对dsDNA的亲和力大于对ssDNA的亲和力，当它与dsDNA结合时，其荧光强度会比未与dsDNA结合时增加。Feng等人通过F-IDA。混合ctDNA和溴化乙锭，然后加入不同体积的聚合物溶液，用荧光光谱仪测量荧光发射曲线在布里顿-罗宾逊缓冲液（Britton-Robinson buffer，BRB）中进行荧光淬灭，计算聚合物与ctDNA的结合能力。

### 构象转换
晶体传统上被视为静态实体，其原子成分的运动仅限于振动平衡。从石墨到金刚石的转变可以看出，固体到固体的转变可以在物理或化学压力下发生。有人提出，从一种晶体排列到另一种晶体排列的转变是以协同的方式发生的。这些研究大多集中于有机或金属有机框架的研究。除了对大分子晶体转化的研究外，还有对单晶分子的研究，这些单晶分子在有机溶剂的存在下可以改变其构象。研究表明，有机金属复合物可根据是否暴露于溶剂蒸汽而改变成不同的取向。

### 环境应用
主客系统已被用于清除环境中的有害物质。它们可以制成不同的尺寸和形状，以捕获各种化学客体。其中一个应用是对叔丁基萼[4]炔能够捕获铯离子。铯-137具有放射性，需要以有效的方式将其从核废料中去除。主客体化学还被用于从水中去除致癌芳香胺及其N-亚硝基衍生物。这些废料用于许多工业流程，并存在于杀虫剂、药物和化妆品等多种产品中。